# Hoyocasero
Hoyocasero  és un municipi de la província d'Àvila, a la comunitat autònoma de Castella i Lleó.

## Símbols
L'escut heràldic que representa el municipi va ser aprovat oficialment el 22 de maig de 1986 amb el següent blasó:
| «                                                               | «Partit: Primer d'argent, un pi de sinople sostingut d'ones de el mateix color, i superat de la llegenda, en lletres de sabre, emfiteusi. Segon, d'atzur nou besants de plata ben ordenats. Al Timbre Corona Real Cerrada.» | » |
| — Boletín Oficial de Castilla y León nº 82 de 5 de juny de 1987 | |   |

La descripció textual de la bandera que utilitza el municipi és:
| «                                                                  | «Bandera quadra, de color blanc tota ella. Al centre, en proporció 1:2, l'Escut de l'Ajuntament de Hoyocasero.» | » |
| — Memoria histórica del Escudo y Bandera del pueblo de Hoyocasero. | |   |